# Derbent (Konya)
Derbent ist eine Stadtgemeinde (Belediye) im gleichnamigen Ilçe (Landkreis) der Provinz Konya in der türkischen Region Zentralanatolien und gleichzeitig ein Stadtbezirk der 1986 gebildeten Büyükşehir belediyesi Konya (Großstadtgemeinde/Metropolprovinz). Seit der Gebietsreform 2013 ist die Gemeinde flächen- und einwohnermäßig identisch mit dem Landkreis. Die im Stadtlogo manifestierte Jahreszahl (1930) dürfte ein Hinweis auf das Jahr der Erhebung zur Stadtgemeinde (Belediye) sein.
Der Landkreis liegt im westlichen Zentrum der Provinz. Er grenzt im Südwesten an Beyşehir, im Norden an Ilgın, im Osten an Selçuklu und im Südosten an Meram. Durch den Landkreis verläuft, westlich des Hauptortes, eine Landstraße, die Ilgın im Norden mit der D-330 von Beyşehir nach Konya im Süden verbindet. Südöstlich der Stadt liegt der 2339 Meter hohe Berg Aladağ.
Durch das Gesetz Nr. 3644 wurden 1990 acht neue Kreise in der Provinz gebildet. Der Kreis Derbent entstand aus drei Belediye (Derbent, Çiftliközü und Tepe) und sechs Dörfern (Köy) des 1987 neugebildeten Kreises Selçuklu sowie eines Dorfes aus dem Kreis Meram. Die Volkszählung für 1990 wies erstmals für den Kreis 22.111 Einwohner (davon 6.469 für die Kreisstadt) aus.
Der Kreis bestand (bis) Ende 2012 neben der Kreisstadt aus der Stadtgemeinde Çiftliközü sowie sechs Dörfern (Köy). Während der Verwaltungsreform ab 2013 wurden diese in Mahalle (Stadtviertel, Ortsteile) überführt, die zwei Mahalle von Çiftliközü wurden zu einem vereint, die sechs bestehenden Mahalle der Kreisstadt blieben erhalten. Durch diese Herabstufungen stieg die Zahl der Mahalle auf 13 an. Ihnen stand und steht ein Muhtar als oberster Beamter vor.
Ende 2020 lebten durchschnittlich 325 Menschen in jedem Mahalle, 829 Einw. im bevölkerungsreichsten (Camiikebir Mah.).